# Dolní Lhota (Načeradec)
Dolní Lhota (německy Unter Lhota) je malá vesnice, část městyse Načeradec v okrese Benešov ve Středočeském kraji. Nachází se asi pět kilometrů jihovýchodně od Načeradce. Jižním okrajem osady protéká Martinický potok, který je levostranným přítokem řeky Želivky. Dolní Lhota leží v katastrálním území Horní Lhota o výměře 9,49 km².

## Historie
První písemná zmínka o vesnici pochází z roku 1499.

## Obyvatelstvo
| Rok            | 1869 | 1880 | 1890 | 1900 | 1910 | 1921 | 1930 | 1950 | 1961 | 1970 | 1980 | 1991 | 2001 | 2011 | 2021 |
| -------------- | ---- | ---- | ---- | ---- | ---- | ---- | ---- | ---- | ---- | ---- | ---- | ---- | ---- | ---- | ---- |
| Počet obyvatel | 185  | 202  | 207  | 199  | 163  | 179  | 143  | 87   | 90   | 83   | 76   | 70   | 60   | 52   | 38   |
| Počet domů     | 24   | 23   | 23   | 23   | 24   | 25   | 25   | 27   | 27   | 24   | 22   | 25   | 25   | 25   | 24   |

## Obecní správa
Při sčítání lidu v letech 1850–1979 Dolní Lhota byla osadou obce Horní Lhota, se kterým patřila nejprve do okresu Ledeč nad Sázavou (v letech 1850–1910 Ledeč), ale v roce 1950 v okrese Vlašim a od roku 1960 v okrese Benešov. Od 1. ledna 1980 je částí městyse Načeradec v okrese Benešov.

## Galerie

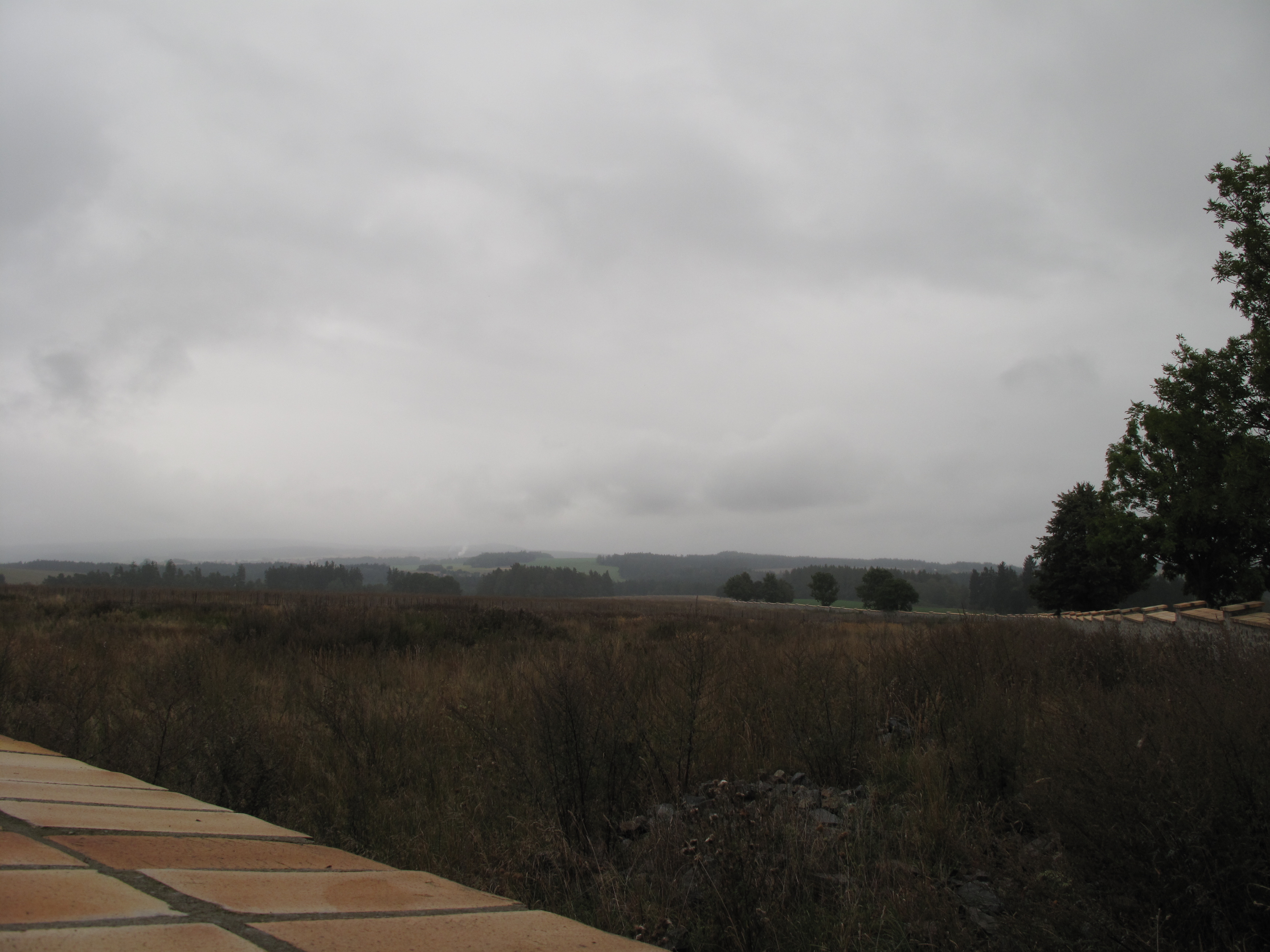
Obora
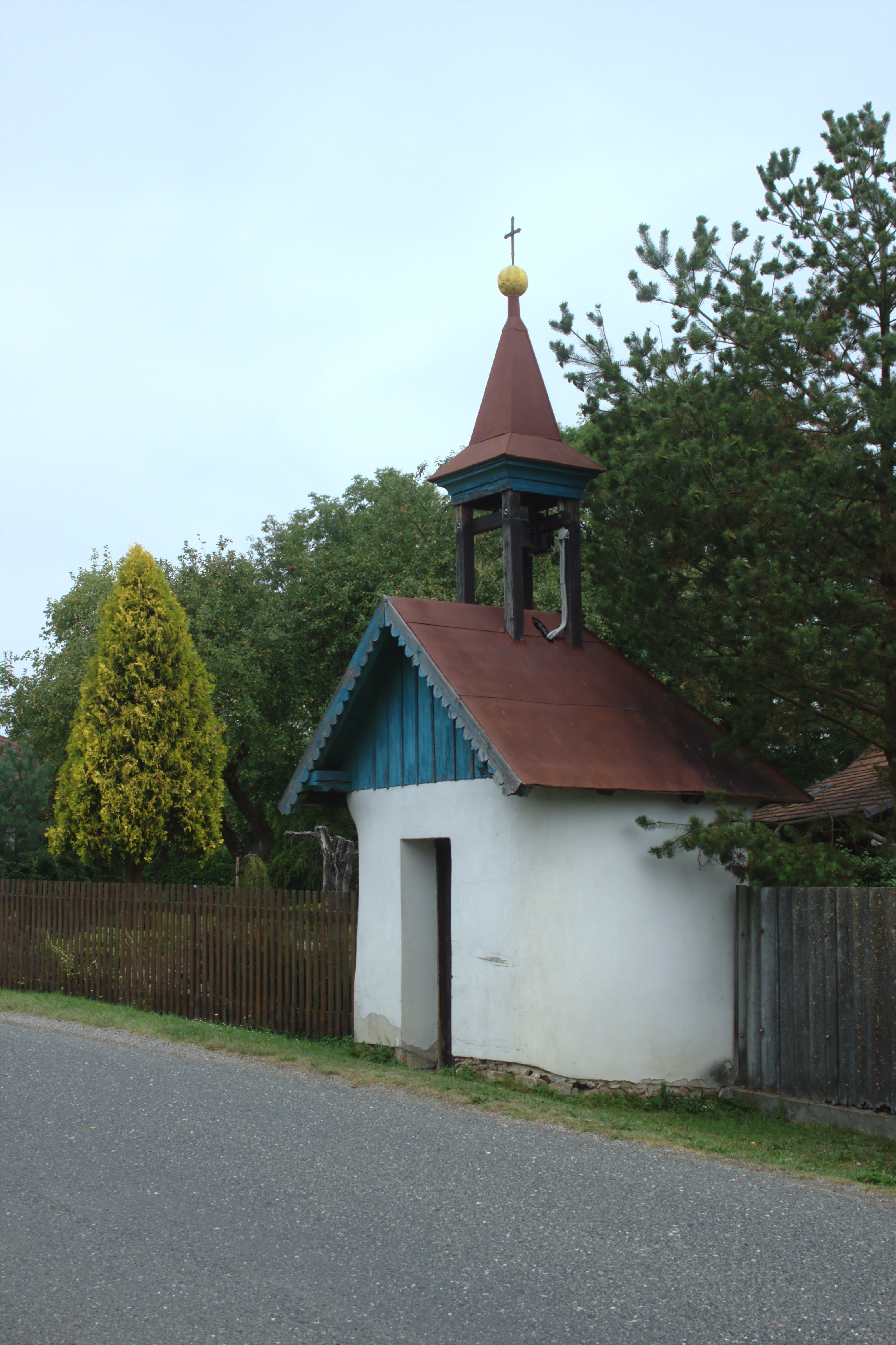
Kaplička
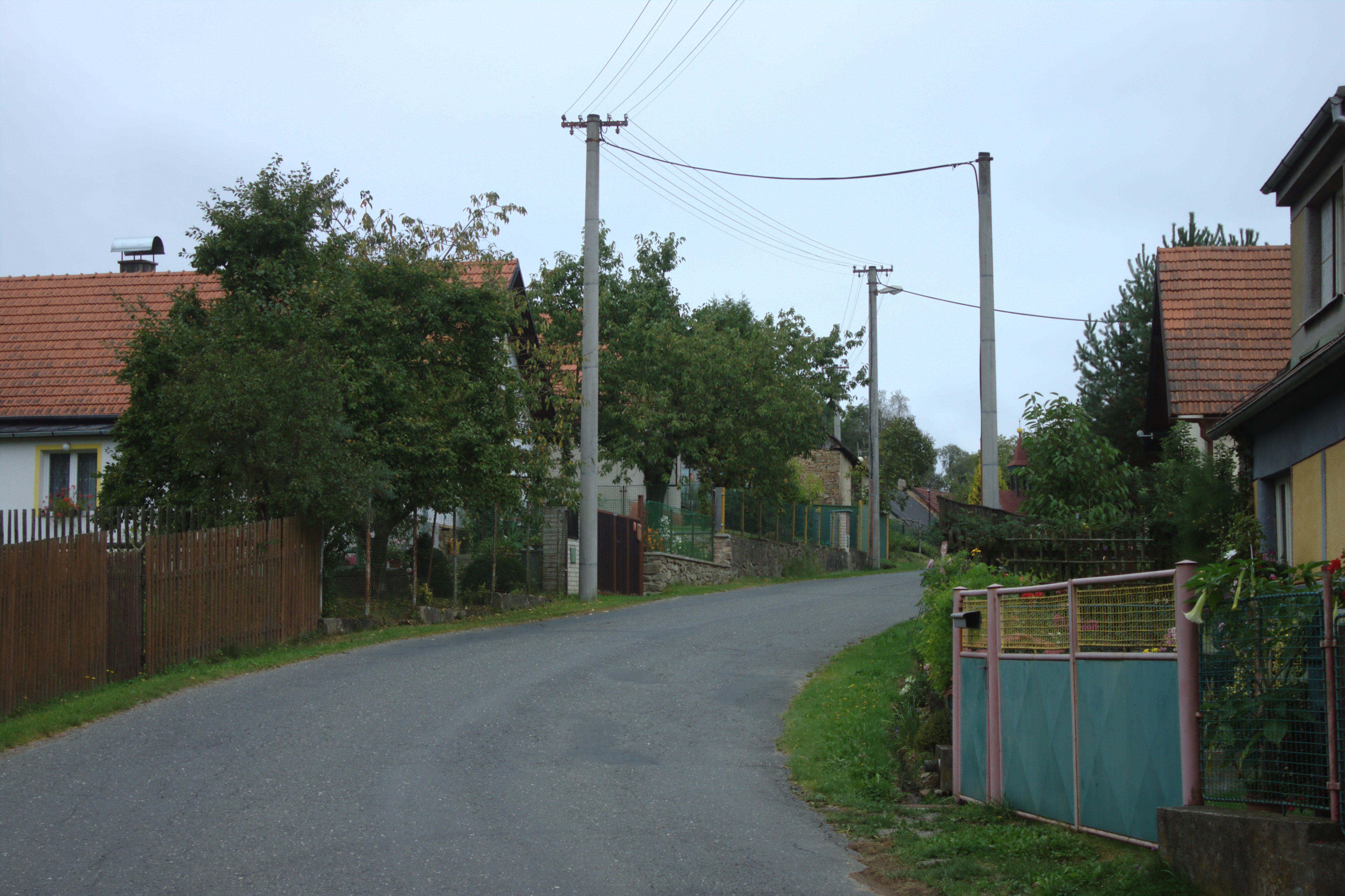
Silnice